# 피델리티 인베스트먼트

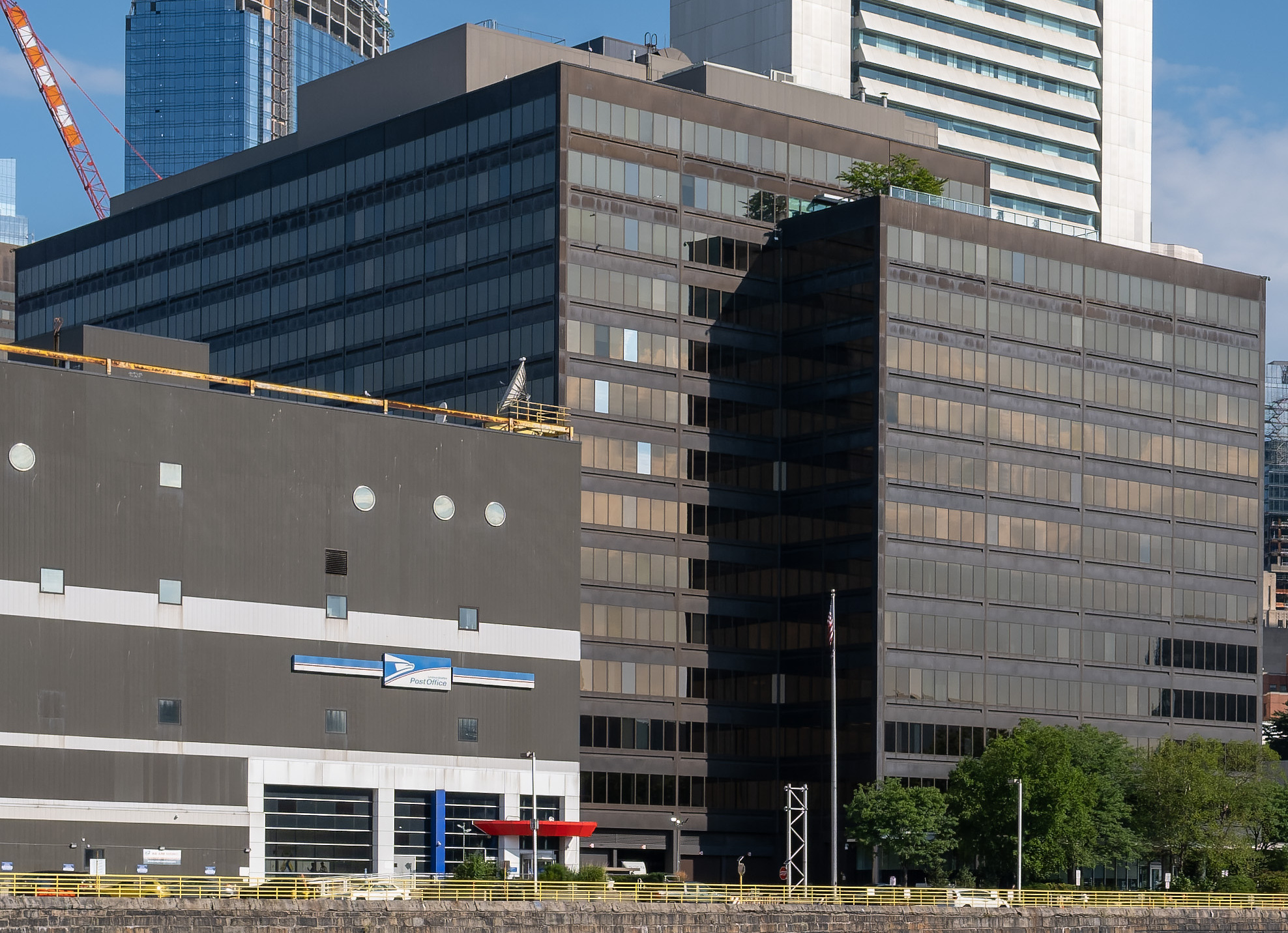

피델리티 인베스트먼트(Fidelity Investments)는 매사추세츠주 보스턴에 본사를 둔 미국의 다국적 금융 서비스 기업이다. 일반적으로 피델리티로 불리며 이전에 피델리티 매니지먼트 앤드 리서치(Fidelity Management & Research, FMR)로 불렸다. 이 회사는 1946년에 설립되었으며 관리 자산 규모가 4조 3천억 달러에 달하는 세계 최대 자산 관리자 중 하나이며, 2022년 12월 현재 관리 자산 규모는 10조 3천억 달러에 달한다. 피델리티 인베스트먼트는 중개 회사를 운영하고, 대규모 뮤추얼 펀드를 관리하며, 자금 분배 및 투자 조언, 퇴직 서비스, 인덱스 펀드, 자산 관리, 증권 실행 및 청산, 자산 보관 및 생명 보험을 제공한다.

## 같이 보기
- 상호 펀드